# Diospyros malabarica
Diospyros malabarica es una especie de árbol perteneciente a la familia Ebenaceae que es nativo del subcontinente indio y el sudeste de Asia.

## Descripción
Es un árbol de crecimiento muy lento con larga vida, que puede alcanzar hasta 35 m de altura con un tronco negro de hasta 70 cm de diámetro. No es atacado por los insectos. Es el árbol de la provincia de provincia de Ang Thong, en Tailandia. 

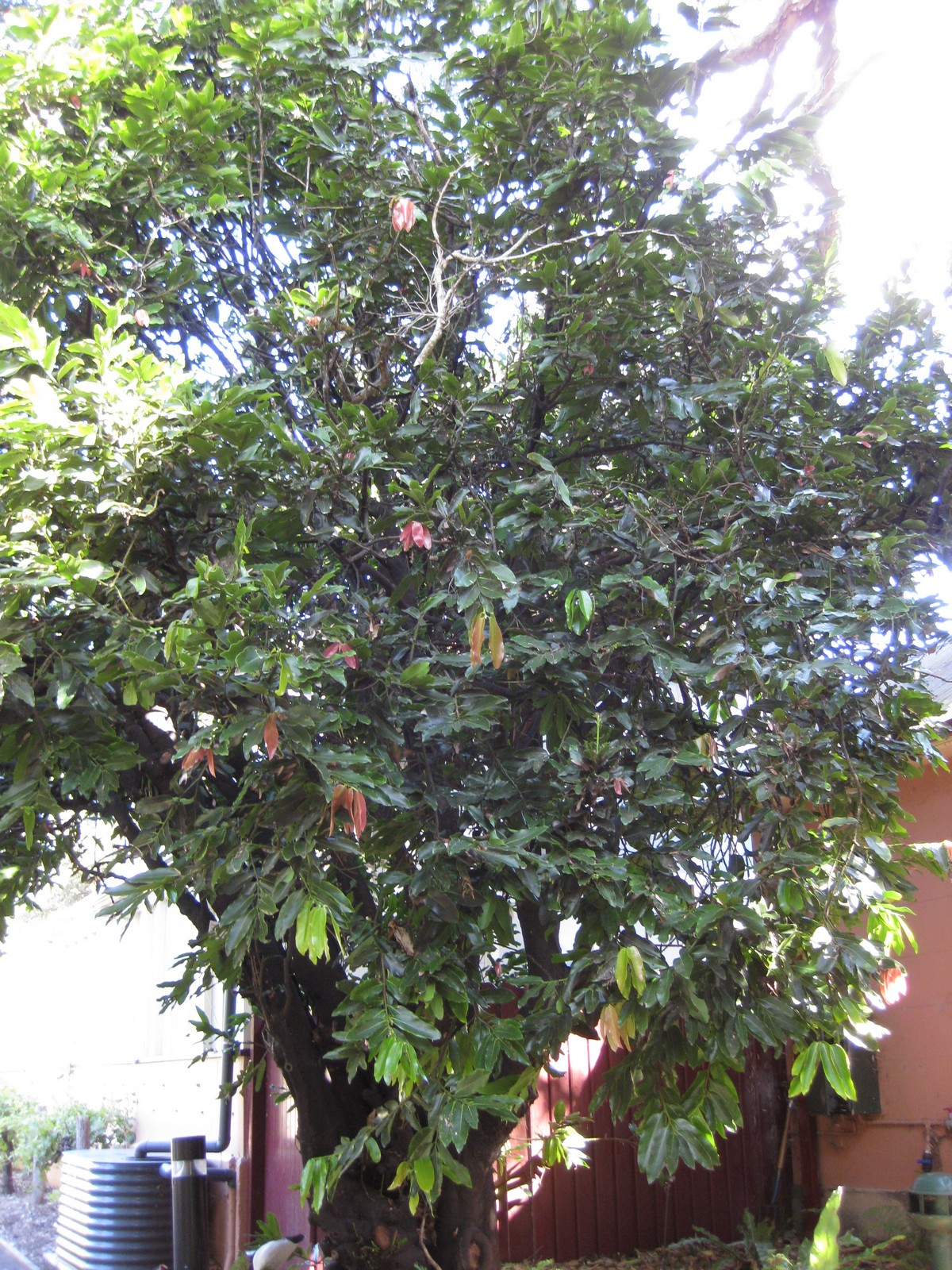
Vista del árbol

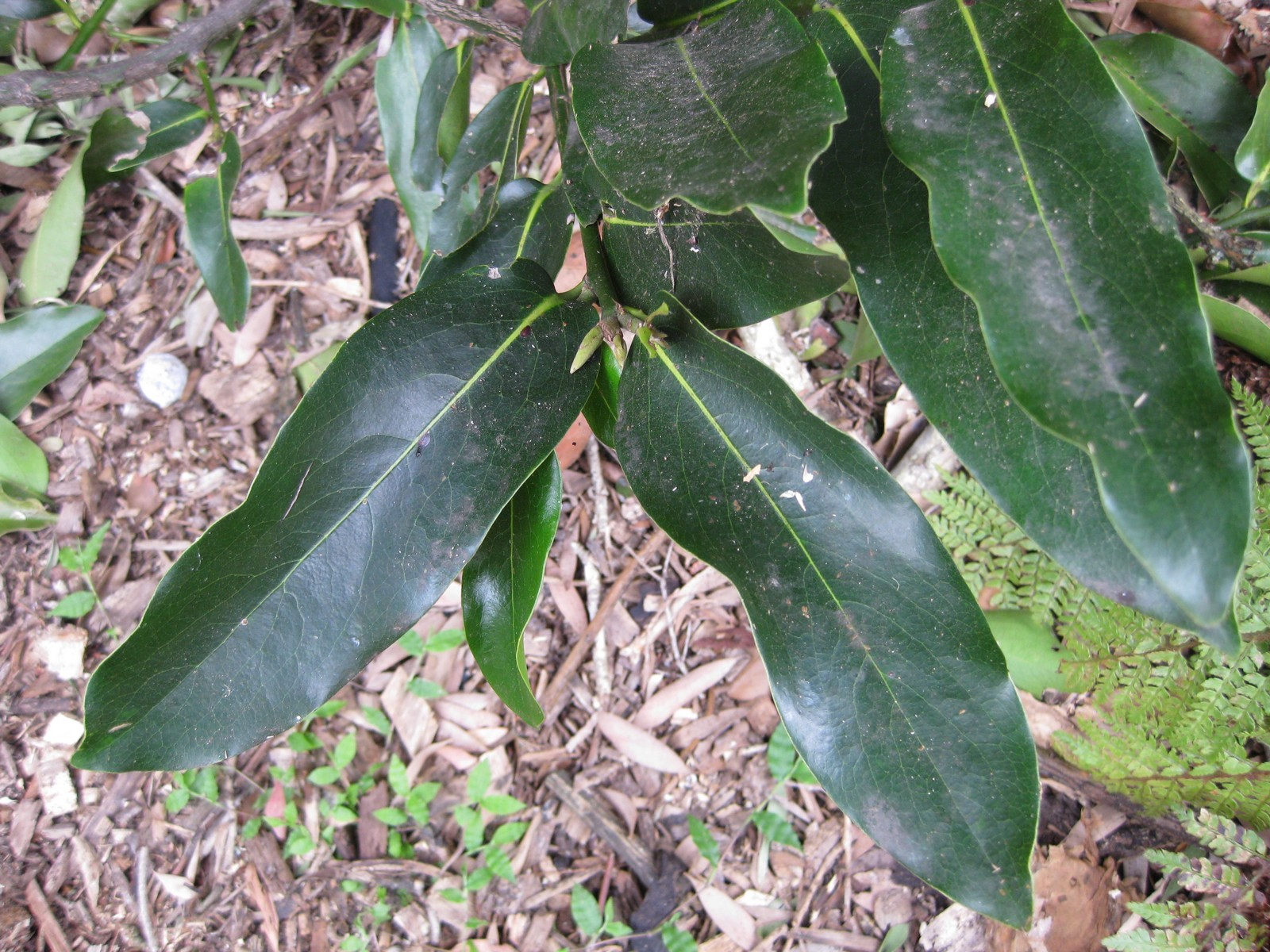
Detalle de las hojas

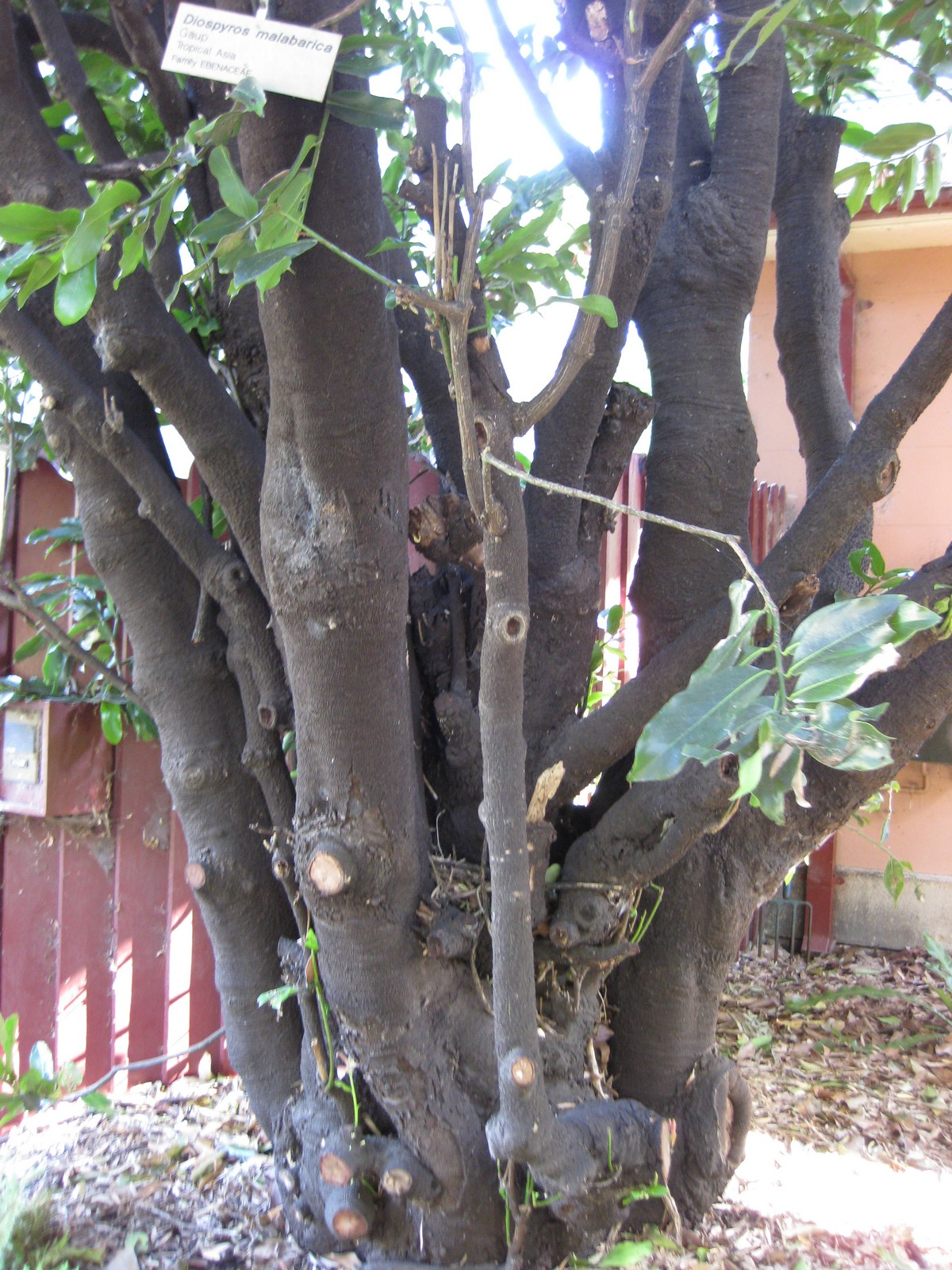
Detlle del tronco

## Frutas
Los frutos son redondos, de color amarillo cuando están maduros. Puede ser un tanto astringentes, incluso cuando están maduros.

## Usos
Tanto la corteza del árbol y la fruta no madura tienen usos medicinales en la medicina Ayurveda. Las hojas inmaduras y los frutos se han usado tradicionalmente para teñir el paño negro. El árbol exuda una sustancia pegajosa utilizada para calafatear y sellar los barcos de la manera tradicional. La fruta verde es rica en taninos y se usa para limpiar redes, cuero, etc 

## Taxonomía
Diospyros malabarica fue descrita por (Desr.) Kostel. y publicado en Allgemeine Medizinisch-Pharmazeutische Flora 3: 1099. 1834.
Etimología
Diospyros: nombre genérico que proviene de (διόσπυρον) del griego Διός "de Zeus" y πυρός "grano", "trigo" por lo que significa originalmente "grano o fruto de Zeus". Los autores de la antigüedad usaron el vocablo con sentidos diversos: Teofrasto menciona un diósp¯yros –un árbol con pequeños frutos comestibles de huesecillo duro–, el que según parece es el almez (Celtis australis L., ulmáceas), y Plinio el Viejo (27.98) y Dioscórides lo usaron como otro nombre del griego lithóspermon, de líthos = piedra y spérma = simiente, semilla, y que habitualmente se identifica con el Lithospermum officinale L. (boragináceas). Linneo tomó el nombre genérico de Dalechamps, quien llamó al Diospyros lotus "Diospyros sive Faba Graeca, latifolia".
malabarica: epíteto geográfico que alude a su localización en Malabar.
Sinonimia
- Diospyros biflora Blanco
- Diospyros citrifolia Wall. ex A.DC.
- Diospyros embryopteris Pers. [Illegitimate]
- Diospyros glutinifera (Roxb.) Wall.
- Diospyros glutinosa J.König ex Roxb.
- Diospyros malabarica var. siamensis (Hochr.) Phengklai
- Diospyros peregrina (Gaertn.) Gürke
- Diospyros peregrina f. javanica Kosterm.
- Diospyros siamensis Hochr.
- Embryopteris gelatinifera G.Don
- Embryopteris glutinifera Roxb.
- Embryopteris glutinifolia Link
- Embryopteris peregrina Gaertn.[6]